# 長居オートレース場
長居オートレース場（ながいオートレースじょう）は、かつて大阪府大阪市東住吉区に存在していたオートレース場である。

## 概要
園田オートレース場に次ぐ関西圏第2のオートレース場で、当初大阪府側は新規走路による完全新設のオートレース場の設置を目指していた。
しかし、この案は予算の都合で断念せざるを得なくなり、替わって、大阪市側の素案であった長居競馬場（大阪競馬場）との併設案が採用された。これは長居競馬場には大阪中央競輪場が隣接しており、競輪場の当時の売り上げは非常に好調であったことから、競馬場・競輪場とオートレース場の三者による相乗効果が大いに期待されていた。
こうして1951年（昭和26年）11月1日に初開催が行われたが、その売り上げは期待に大きく反した。これは競輪場はおろか、当時の競輪ブームに押され低迷しつつあった長居競馬場の売り上げにすら届かぬ不振で、完全な赤字であった。
その後、運営体制を刷新し1952年（昭和27年）1月に2度目の開催を行ったが、売り上げは初開催をさらに下回った。更に三ヶ月後の4月にも開催が行われたが、売り上げの不振は最早深刻なものとなっていた。
この売り上げが低迷している状況に加えて、近隣の小学校のPTAを中心としたオートレース追放運動が発生した。住宅地に程近いところに位置していた長居オートレース場から放たれる騒音が原因で、運動は次第に地域全体に拡大していった。
そして、1952年4月に長居オートレース場は廃止された。僅か5ヶ月での廃止という、オートレース史上最も短いレース場であった。なお、これまでに廃止されたオートレース場の中で、騒音問題により廃止に追い込まれたのは長居オートレース場のみである。